# 4607 Seilandfarm
4607 Seilandfarm è un asteroide della fascia principale. Scoperto nel 1987, presenta un'orbita caratterizzata da un semiasse maggiore pari a 2,2635092 UA e da un'eccentricità di 0,0201400, inclinata di 2,24973° rispetto all'eclittica.